# Цяук Лариса Ігорівна
Лариса Ігорівна Цяук — українська архітекторка-реставраторка. Заступниця директора, головна архітекторка інституту «УкрНДІпроектреставрація»; діючий член УНК ICOMOS. Авторка та головна архітекторка багатьох реставраційних проєктів, серед яких — Маріїнський палац, Печерські (лядські) ворота, дзвіниця Успенського собору Києво-Печерського монастиря.

## Життєвий шлях
Народилась 24 серпня 1952 року (м. Корсунь-Шевченківський, Черкаської області) у сім'ї військового. Батьки — Ігор Васильович та Ніна Семенівна Остроус.
Вищу освіту з архітектурної спеціальності отримала у Київському інженерно-будівельному інституті у 1980 році.
По закінченню навчання почала працювати в інституту «УкрНДІпроектреставрація». З цією установою пов'язала життя ще у шкільні роки 1969 року, працюючи в майстернях інституту (на той час Українські спеціальні науково-реставраційні майстерні) копіювальницею, а згодом техніком.
Після отримання вищої освіти стала архітекторкою «УкрНДІпроектреставрації», згодом старшою архітекторкою, керівницею групи, головною архітекторкою проєктів, начальницею комплексної архітектурно-реставраційної майстерні № 1, головною архітекторкою інституту.
Працювала у науково-дослідницькому реставраційному відділі № 1 під егідою Маріоніли Говденко; згодом у комплексній архітектурній майстерні № 1 під керівництвом Олега Граужиса.

## Проєкти
За понад 40 років професійної діяльності Лариса Цяук підготувала та втілила в життя велику кількість якісних та важливих для збереження культурної спадщини проєктів, здійснила трудомісткі дослідження пам’яток архітектури та містобудування України.
Серед головних проєктів реставрації, музеїфікації, консервації та відтворення історичних пам'яток: 
- Софійський собор (м. Київ),
- іконостас Успенського собору (м. Київ),
- Мистецький арсенал (м. Київ),
- Маріїнський палац (м. Київ),
- Національний академічний театр російської драми ім. Л.Українки (м. Київ),
- Печерські ворота (м. Київ),
- Велика Лаврська дзвіниця (Київ),
- Залізничний вокзал (м. Київ),
- Кам'яниця Лизогуба (смт Любеч, Чернігівська область),
- Введенський собор та дзвіниця (м. Ніжин, Чернігівська область),
- Миколаївський собор (м. Ніжин, Чернігівська область),
- Благовіщенський собор (м. Ніжин, Чернігівська область),
- Георгіївська церква (с. Данівка Чернігівська область),
- Іконостас Троїцької церкви (м. Борзна, Чернігівська область),
- Свято-Троїцька церква (м. Приморськ, Запорізька область),
- Церква Параскеви, церква 12 апостолів (м. Судак, АР Крим) та багато інших пам'яток України.

Виступила кураторкою реставраційних робіт на пам'ятках культурної спадщини Національного Києво-Печерського історико-культурного заповідника, а протягом останніх років є кураторкою по роботі з об'єктами Національного заповідника «Софія Київська».

## Сім'я
Одружена з архітектором-реставратором Володимиррм Трофимовичем, має доньку Юлію та двох онуків.